# Estação Cannon Street
A Estação Cannon Street, também conhecida como London Cannon Street, é um terminal ferroviário central de Londres e uma estação do Metropolitano de Londres na Zona 1 do Travelcard localizada em Cannon Street na Cidade de Londres e gerenciada pela Network Rail. É um dos dois terminais londrinos da South Eastern Main Line, sendo o outro Charing Cross, enquanto que a estação de metrô fica nas linhas Circle e District, entre Monument e Mansion House.
A estação foi construída no local da aciaria medieval, a base comercial na Inglaterra da Liga Hanseática. Foi construída pela South Eastern Railway para ter um terminal ferroviário na cidade e competir com a rival London, Chatham and Dover Railway. Isso exigiu uma nova ponte sobre o Rio Tâmisa, que foi construída entre 1863 e 1866. A estação era inicialmente uma parada para serviços continentais de Charing Cross, e essa rota era conveniente para viagens entre a cidade e o West End, até a construção da District Railway. Ela permaneceu popular entre os passageiros, embora seus serviços fora de pico tenham sido interrompidos no início do século 20, levando-o a ser fechado aos domingos por quase 100 anos. O hotel original na estação não teve sucesso e acabou fechado. A estação foi reformada de forma controversa no final da década de 1950 por John Poulson, enquanto outras construções no topo do prédio da estação ocorreram durante o boom imobiliário da cidade na década de 1980. O edifício Poulson foi substituído em 2007 como parte de uma reforma geral da estação para torná-la mais acessível. Como parte do desenvolvimento do Thameslink Programme na década de 2010, foi reaberto aos domingos e passou a oferecer mais serviços de longa distância no lugar do Charing Cross.

## História

### Estrutura original

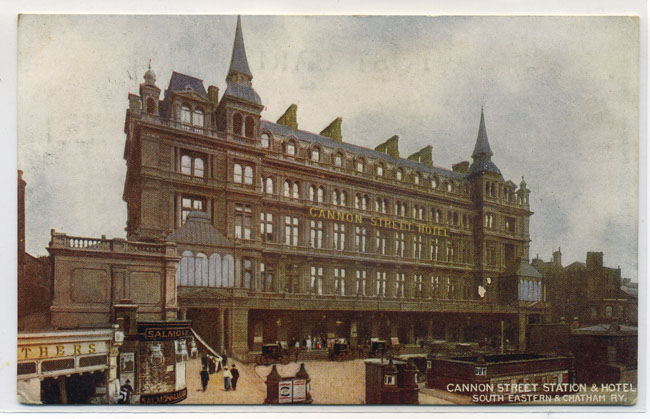
Frente do edifício original da estação, c. 1910

A estação de Cannon Street foi construída em um local onde a siderúrgica dos mercadores hanseáticos estava localizada desde o século X até 1598. O local foi proposto em 1860 pela South Eastern Railway (SER) em resposta à sua rival, a London, Chatham & Dover Railway (LC&DR), estendendo uma linha para a Cidade de Londres até o norte de Ludgate Hill. O SER já tinha planeado alargar a sua linha até Charing Cross, mas decidiu que deveria complementar com um terminal na Cidade.
Em 1861, a companhia obteve um contrato para uma estação em Cannon Street, a uma curta distância da Mansion House e do Bank of England. Além de tirar o tráfego da LC&DR, a nova estação forneceria uma ligação ferroviária direta entre a cidade e o West End, sobre a qual uma viagem poderia ser feita em uma fração do tempo necessário para viajar por estrada. A abordagem foi de 60 chains (4,000 ft; 1,200 m) ramal da linha para Charing Cross, a oeste de London Bridge. As obras da estação e sua aproximação começaram em julho de 1863. As obras de construção foram realizadas por Lucas Brothers.
A estação foi inaugurada em 1 de setembro de 1866 a um custo de £ 4 milhões (agora £ 394 milhões). O edifício original foi projetado por Sir John Hawkshaw e John Wolfe-Barry e foi caracterizado por suas duas torres estilo Christopher Wren, 23 ft (7.0 m) quadrado e 135 ft (41 m) alto, que dava para o rio Tamisa. As torres suportavam um galpão de ferro, 700 ft (210 m) comprido e coroado por um único arco alto, quase semicircular, de vidro e ferro. A estação é transportada pela Upper Thames Street em um viaduto de tijolos, 700 ft (210 m) de comprimento e contendo 27 milhões de tijolos.  Abaixo deste viaduto existem os restos de uma série de edifícios romanos, que formam um monumento marcado. A ponte foi aberta aos pedestres entre 1872 e 1877; eles pagaram um pedágio de ½ d.

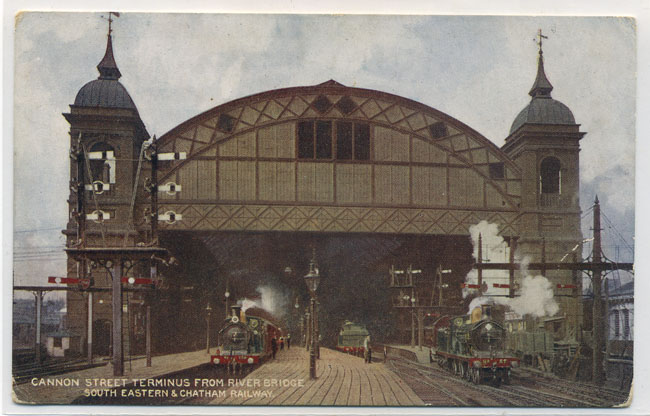
Estação original vista da ponte ferroviária, c. 1910

O City Terminus Hotel, de cinco andares, em frente à estação, foi inaugurado em maio de 1867. Era um hotel e pátio de estilo italianato, projetado por EM Barry, e fornecia muitas das instalações de passageiros da estação, bem como um frontispício arquitetônico adequado à rua. Esse arranjo era muito semelhante ao implementado em Charing Cross. O hotel também foi construído por Lucas Brothers. O hotel não era lucrativo, e tinha mais de £ 47.000 (agora £ 4 784 000) em dívidas em 1870. O City Terminus Hotel foi renomeado para Cannon Street Hotel em 1879. Em julho de 1920, o hotel foi o local para o Congresso de Fundação do Partido Comunista da Grã-Bretanha. A maior parte do hotel foi fechada em 1931, mas as salas públicas foram mantidas abertas para reuniões. O resto foi convertido em escritórios e renomeado Southern House. O hotel é referido na seção The Fire Sermon de The Waste Land, de TS Eliot.
Após a sua abertura, a estação Cannon Street era um ponto de parada para todos os serviços de e para Charing Cross, incluindo trens de barco para a Europa Continental. Um serviço de transporte entre as duas estações funcionava a cada 20 minutos e se tornou uma maneira popular de viajar entre a cidade e o West End. No entanto, a abertura da District Railway até Blackfriars fez com que o tráfego diminuísse, e sua extensão para Mansion House no ano seguinte o reduziu ainda mais. A rota do SER não podia competir com o metrô, que era mais direto e confiável, mas o tráfego suburbano para Cannon Street permaneceu popular, e a ponte foi ampliada para 120 ft (37 m) no final da década de 1880, permitindo dez faixas com desvios. A ponte reconstruída foi inaugurada em 13 de fevereiro de 1892 As caixas de sinalização fora da estação foram atualizadas no ano seguinte.
A SER se fundiu com a LC&DR em 1899 para formar a South Eastern and Chatham Railway (SECR). No ano seguinte, a estação foi destinada a fechamentos de meio período, pois dependia principalmente de viagens de negócios, mas isso foi rejeitado. Uma outra proposta era um monotrilho entre London Bridge e Cannon Street, a um custo estimado de £ 100.000; isso também foi abandonado. A London and South Western Railway (LSWR) se interessou em usar a Cannon Street como terminal, pois permitiria uma conexão entre Waterloo e a City.

### Anos de guerra
Trabalho no reforço da ponte, com a adição de seis novas vigas de 443 ft (135 m) entre as existentes, foi concluída em 1913.
A maioria dos serviços de trem Cannon Street cessou durante a Primeira Guerra Mundial. Os trens de barcos continentais foram parados em 15 de novembro de 1914 e redirecionados para Victoria. A estação deixou de ser servida pelos serviços de Charing Cross em 31 de dezembro de 1916, e foi fechada aos domingos. Os serviços foram reduzidos ainda mais em 1 de maio de 1918, quando foi fechado após as 15 h aos sábados e entre as 11 h e 16 h de segunda a sexta. Isso permitiu que a Cannon Street fosse usada como depósito de mercadorias para suprimentos de guerra.

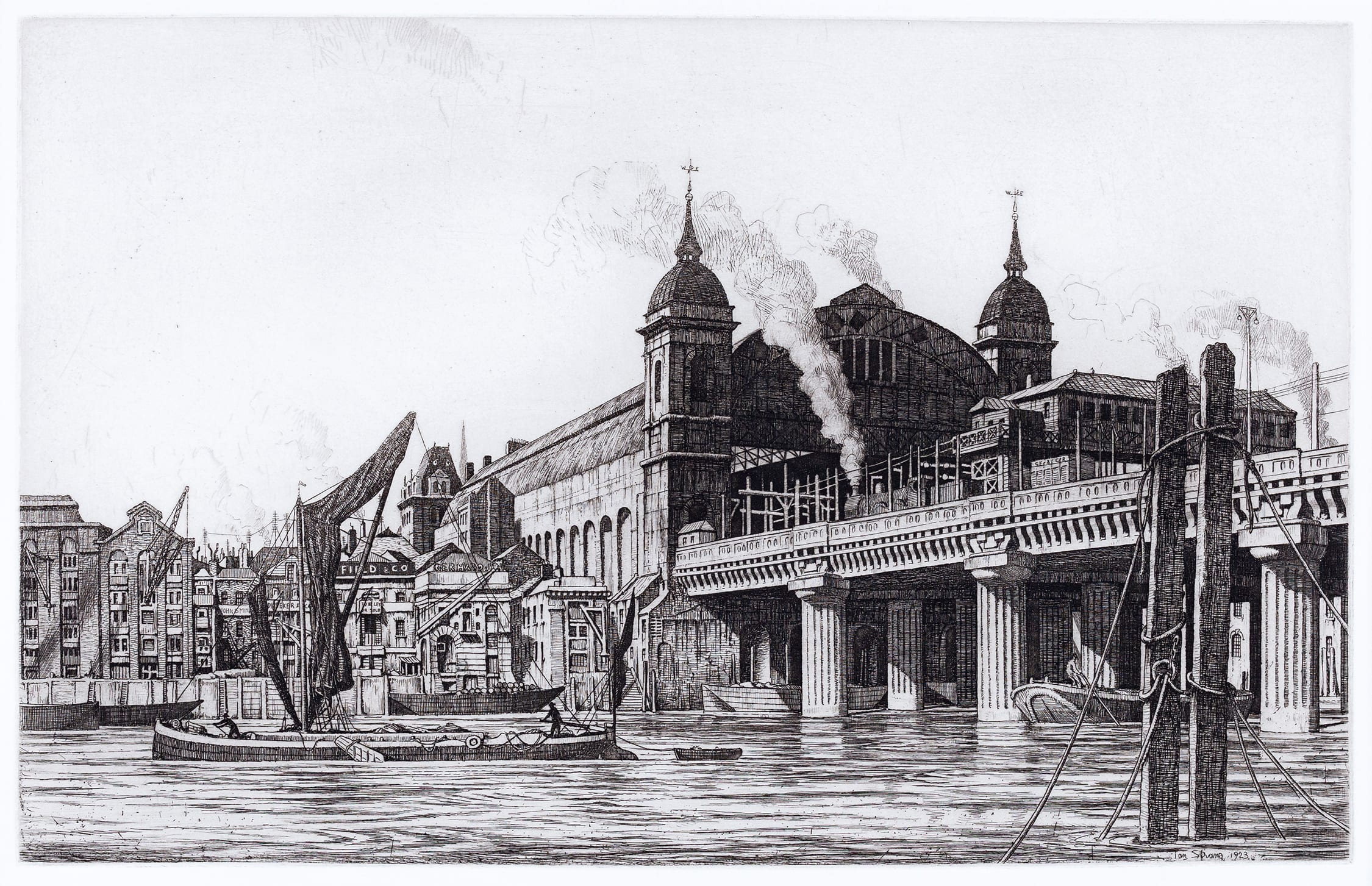
A estação em 1923, em uma gravura de Ian Strang

Entre 5 e 28 de junho de 1926, a estação foi fechada para permitir que a Southern Railway realizasse diversas obras, incluindo a reconstrução das plataformas, retransmissão dos trilhos e instalação de um novo sistema de sinalização elétrica – o esquema de luzes coloridas em quatro aspectos. A estação também foi reformada e o telhado de vidro limpo. O número de plataformas foi reduzido de nove para oito, sendo cinco reservadas para os novos trens elétricos. A caixa de sinalização que abrange a largura da ponte ferroviária foi removida. Em julho de 1939, a Cannon Street foi fechada por uma semana após um incêndio no Borough Market que impediu o acesso de trens.
A estação, que havia sido objeto de negligência estrutural antes da Segunda Guerra Mundial, sofreu extensos danos por bombas e foi atingida por vários dispositivos incendiários que danificaram o telhado. Um alto explosivo também atingiu a plataforma 8. O teto de vidro original havia sido removido antes da guerra, na tentativa de salvá-lo; no entanto, a fábrica em que o telhado foi armazenado foi gravemente bombardeada, destruindo o telhado.

### Redesenvolvimento

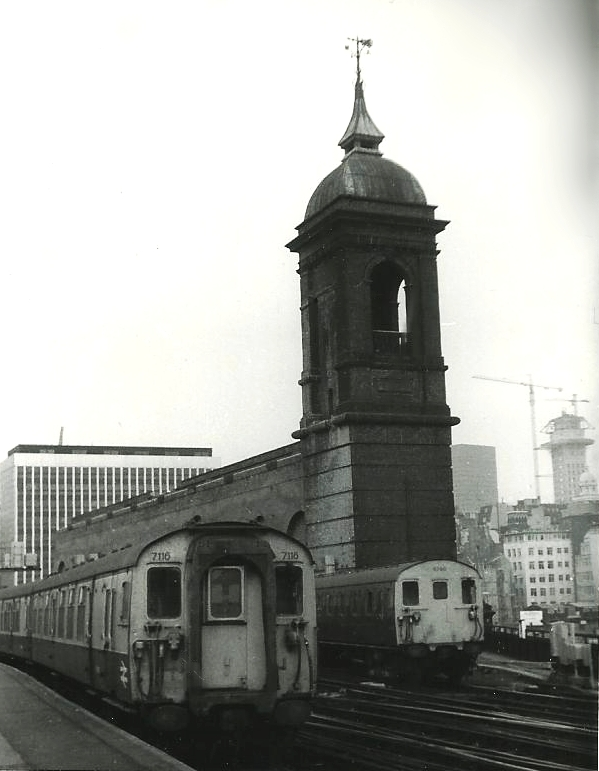
Estação Cannon Street em 1969, mostrando o leste das torres gêmeas

Após a nacionalização das ferrovias em 1948, a estação foi administrada pela Região Sul das British Railways. A localização privilegiada da estação, juntamente com o boom imobiliário da década de 1950 e a necessidade da British Rail de buscar fluxos de receita alternativos, tornaram a Cannon Street, danificada pela guerra, um alvo importante para os promotores imobiliários. Os trens a vapor pararam de funcionar da Cannon Street em 1961
Vários planos foram discutidos para a reconstrução da estação, desde a instalação de uma nova bilheteria e saguão sob a Southern House em 1955 como parte do Plano de Modernização da British Rail até a construção de um estacionamento estimado em £ 125.000 (agora £ 3.489.000) e até um heliporto. Em 1962, a British Transport Commission firmou um acordo com a Town & Country Properties para a construção de um prédio de escritórios de vários andares acima da estação com 154 000 sqft (14 300 m2) de área útil. O custo do desenvolvimento foi de £ 2,35 milhões (agora £ 48 milhões) e foi programado para ser concluído em junho de 1965.
Em preparação para o redesenvolvimento, os restos do telhado do galpão de trem foram demolidos em 1958, e o hotel Barry's (que era usado como escritórios desde 1931) logo seguiu em 1960. O arquiteto selecionado para projetar o novo edifício foi John Poulson que era um bom amigo de Graham Tunbridge, um agrimensor da British Rail que ele conheceu durante a guerra. Poulson aproveitou essa amizade para ganhar contratos para a reconstrução de vários terminais da British Rail. Ele pagou a Tunbridge uma renda semanal de £ 25 e recebeu em troca contratos de construção, incluindo a reconstrução das estações de Waterloo e East Croydon. Em seu julgamento em 1974, Poulson admitiu que, pouco antes de receber o contrato de construção da Cannon Street, ele havia dado a Tunbridge um cheque de £ 200 e um terno no valor de £ 80. Poulson foi posteriormente considerado culpado de acusações de corrupção e recebeu uma sentença concomitante de sete anos; Tunbridge recebeu uma pena suspensa de 15 meses e uma multa de £ 4.000 por seu papel no caso.
Tudo o que resta agora da arquitetura original da estação são as torres gêmeas de 120 ft (37 m) de tijolos amarelos na extremidade do campo e partes dos muros baixos de flanco.

### Era moderna

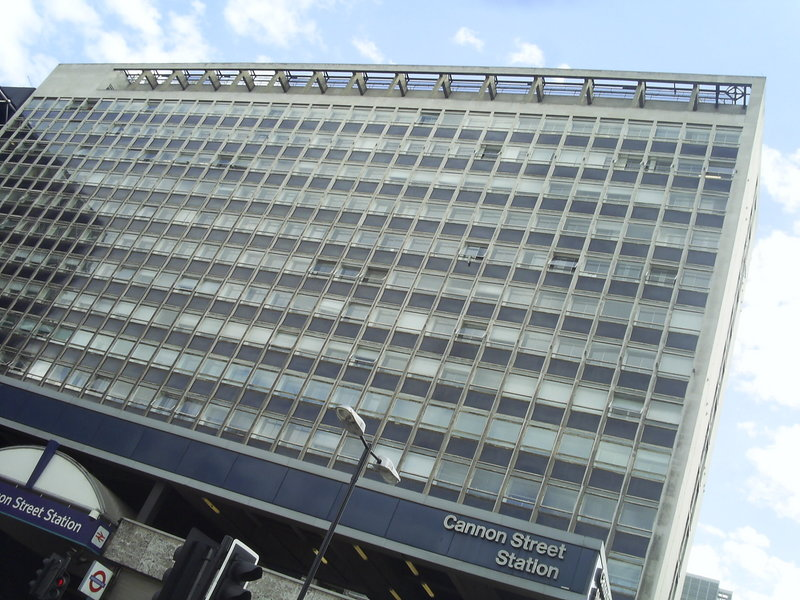
Bloco de escritórios de John Poulson em 2007 antes da reconstrução

As torres gêmeas de tijolos da estação foram listadas como Grau II em 1972. Em 1974, a estação foi fechada por cinco semanas, de 2 de agosto a 9 de setembro, para permitir que fossem feitas alterações na pista e que as aproximações à London Bridge fossem ressignificadas. O tráfego foi desviado para London Bridge, Charing Cross e Blackfriars. Em 4 de março de 1976, uma bomba do Exército Republicano Irlandês Provisório (IRA) de cerca de 10 libras (4,5 kg) explodiu em um trem vazio saindo da Cannon Street, ferindo oito pessoas em outro trem que viajava ao lado.
Em 15 de fevereiro de 1984, foi relatado no The Times que a Cannon Street seria fechada. Na época, a estação havia sido fechada para fins de semana e noites, e a publicação do novo horário da British Rail para 1984-1985 revelou que perderia todos os seus serviços diretos fora de pico para o sudeste. Os serviços de Sevenoaks, Orpington, Hayes, Dartford, Sidcup, Bexleyheath, Woolwich, Lewisham e Greenwich terminariam na London Bridge exceto nos horários de pico. Isso foi negado pelo gerente da British Rail (Southern), David Kirby, que apontou que havia investido £ 10 milhões em redesenhar a ponte ferroviária, e que os passageiros que viajam do sudeste fora do horário de pico provavelmente visitariam o West End e não a City.
Em 1986, as torres gêmeas foram restauradas em um projeto que custou £ 242.000 (agora £ 3.397.000). Os trabalhos revelaram que a torre leste ainda continha um grande tanque de água que era usado durante os dias de tração a vapor para reabastecer locomotivas e alimentar os sistemas hidráulicos da estação. A alvenaria foi reparada, limpa e repontilhada, e os cata-ventos dourados para complementar a cúpula da Catedral de São Paulo nas proximidades. Este trabalho foi um dos primeiros projetos do Railway Heritage Trust e coincidiu com uma exposição realizada na estação em agosto do mesmo ano para marcar seu 150º aniversário.

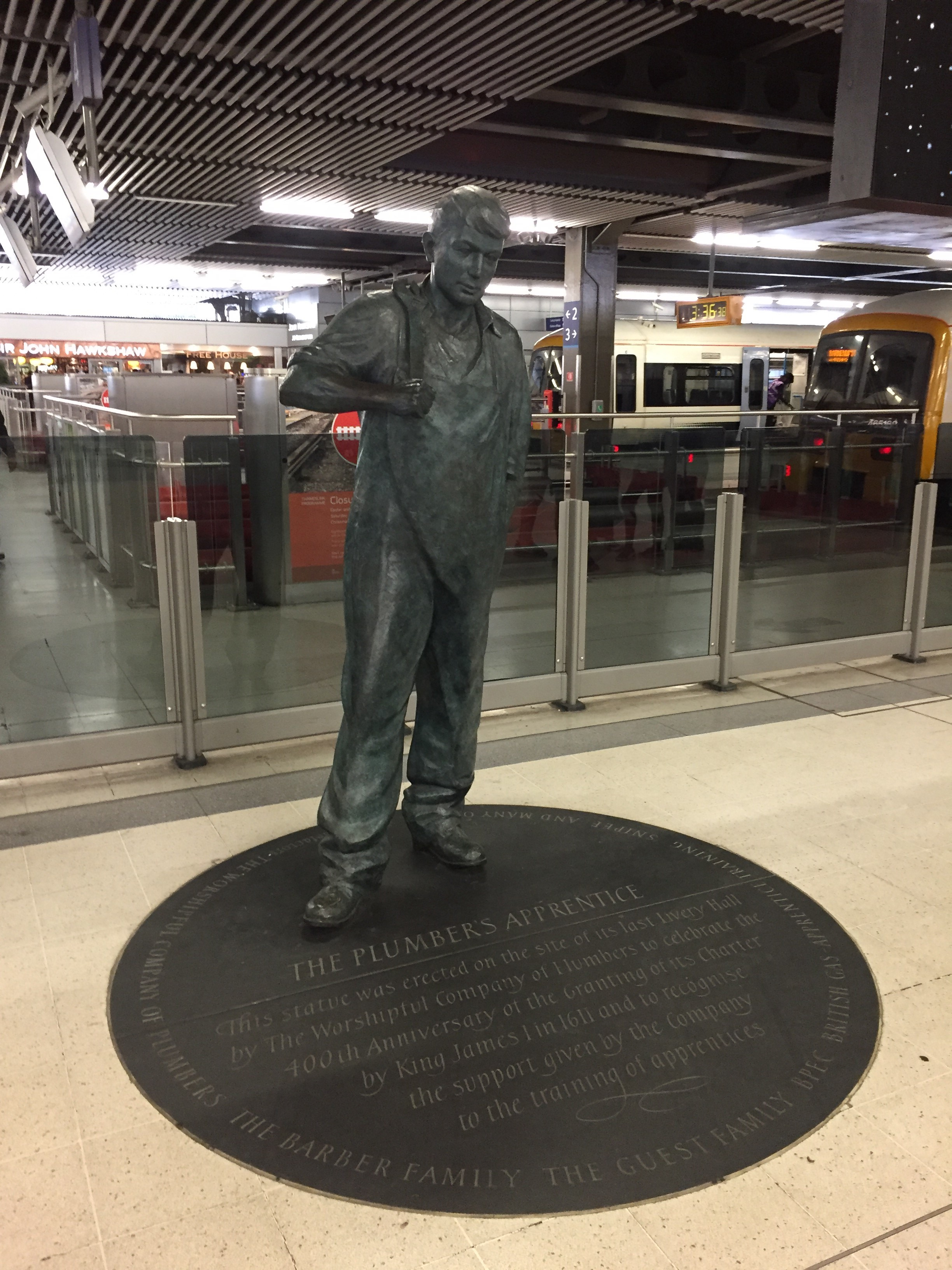
O Aprendiz de Encanador de Martin Jennings, revelado em 2011 para marcar o 400º aniversário da Worshipful Company of Plumbers cujo Guild Hall foi demolido para dar lugar à estação.

Na década de 1980, houve outro boom imobiliário e a British Rail novamente começou a procurar outros usos comerciais do espaço terrestre da Cannon Street, incluindo 500,000 sq ft (46,000 m2)   de espaço de escritório. Os direitos aéreos sobre as plataformas na parte traseira do escritório de Poulson foram vendidos para a Speyhawk, que nomeou a Bovis Construction para construir uma estrutura independente composta por dois blocos de escritórios em um deck de aço de 6.000 toneladas construído sobre as oito plataformas da estação. O Cannons Club, um clube esportivo, foi fundado sob os arcos da estação nessa época e rapidamente se tornou um dos clubes de squash mais prestigiados do país. InterCity, o braço de alta velocidade da British Rail, posteriormente patrocinou o Campeonato Nacional de Squash e o Desafio Nacional de Squash.
O bloco de escritórios maior, o "Edifício Atrium", oferece 190,000 sq ft (18,000 m2) de escritórios em seis pisos e está ligado ao edifício mais pequeno, o "Edifício River", através de uma ligação envidraçada elevada através de um átrio central envidraçado. O edifício do Rio, de dois pisos, está construído sobre o tabuleiro de aço e contido nos dois flancos da estação, que foram reconstruídos, disponibilizando 95,000 sq ft (8,800 m2) de espaço de escritório. Este edifício se projeta um pouco além das torres gêmeas restauradas que formam o limite ribeirinho do empreendimento. O edifício Atrium foi posteriormente alugado para a London International Financial Futures and Options Exchange (Liffe). O edifício do rio tem uma 1 acre (0.40 ha) jardim no telhado. O projeto custou cerca de £ 500.000 e foi estabelecido para cumprir as restrições de planejamento que exigiam que o edifício fosse baixo e plano para manter as linhas de visão de St Paul's a Tower Bridge.

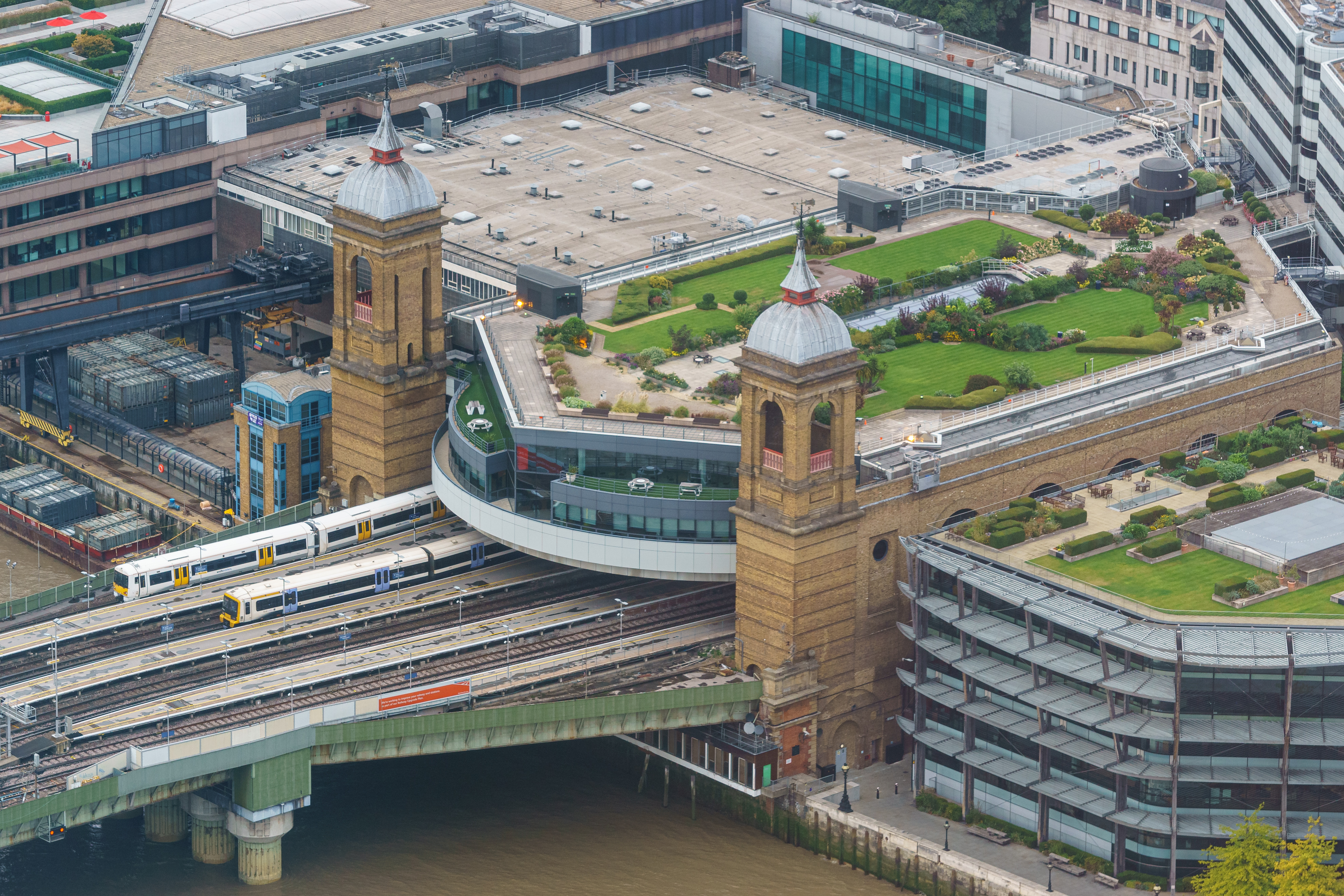
Estação Cannon Street vista do Shard, mostrando o jardim no terraço e as torres gêmeas

A permissão de planejamento foi concedida em março de 2007 para substituir o edifício Poulson por um novo edifício de direitos aéreos projetado pela Foggo Associates. Hines, o desenvolvedor dos EUA, liderou um prêmio de £ 360 milhões envolvendo a demolição do prédio de escritórios de Poulson, substituindo-o por um empreendimento de uso misto contendo mais de 400,000 sq ft (37,000 m2)   de escritórios ao lado de 17,000 sq ft (1,600 m2)  do espaço de varejo da estação. A remodelação foi parte de um programa de regeneração mais amplo realizado pela Network Rail para modernizar e "desbloquear o potencial comercial" dos principais terminais de Londres; Euston e London Bridge também foram reconstruídos. O diretor de propriedades comerciais da Network Rail disse que a estação finalizada seria "menos congestionada e mais acessível para os passageiros". Cannon Street ganhou o prêmio de "Major Station of the Year" no National Rail Awards de 2013.
Em janeiro de 2015, o horário de funcionamento da estação foi estendido para 05:00-01:00 de segunda a domingo (antes disso, a estação havia sido fechada aos domingos e durante a noite), e vários serviços que anteriormente terminavam em Charing Cross foram desviados para Cannon Street como um resultado dos trabalhos do Thameslink Programme. Alguns desses serviços voltarão a terminar em Charing Cross após a conclusão das obras, enquanto os serviços da linha de Greenwich e de New Cross e St Johns serão executados permanentemente na Cannon Street devido à remoção do Spa Road Junction.

## Metrô de Londres
A estação de metrô de Londres é subterrânea, situada imediatamente abaixo da estação da linha principal. É servido pelas linhas District e Circle. As entradas estão localizadas na Cannon Street, Dowgate Hill e no saguão da linha principal no andar de cima da estação Ferroviária Nacional, fornecendo uma interconexão para os passageiros. Um intercâmbio fora da estação com a estação Bank está em execução desde 2018.
Em 1876, a Metropolitan Railway (MR) e a District Railway (DR) construíram a maior parte do Inner Circle (agora a linha Circle), atingindo Aldgate e Mansion House respectivamente. As empresas estavam em disputa sobre a conclusão da rota, pois o DR estava com dificuldades financeiras e o MR estava preocupado que a conclusão afetaria suas receitas por meio do aumento da concorrência do DR na área da cidade. Em 1874, os financistas da cidade que estavam ansiosos para ver a linha concluída estabeleceram a Metropolitan Inner Circle Completion Railway (MICCR) para ligar Mansion House a Aldgate. Forçado a entrar em ação, o MR comprou a empresa, e ele e o DR começaram a construção da seção final do Inner Circle em 1879.
A estação de metrô passou por uma grande reconstrução ao mesmo tempo que a estação da linha principal, tendo as obras sido concluídas em 2012. A partir de 14 de dezembro de 2014, o horário de funcionamento da estação mudou significativamente, com a estação abrindo aos domingos e não fechando mais cedo à noite. A estação anteriormente tinha horário de funcionamento restrito porque atendia principalmente o setor de serviços financeiros local, então havia baixa demanda por serviços fora do horário de expediente. No entanto, com o horário de funcionamento da estação da linha principal sendo estendido devido ao Thameslink Programme, o horário de funcionamento da estação de metrô foi alterado para acomodar os passageiros adicionais.